# The Virginian (televisieserie)
The Virginian is een Amerikaanse westernserie die op de Amerikaanse tv werd uitgezonden van 1962 tot 1971.

## Rolverdeling
| Acteur          | Personage           |
| --------------- | ------------------- |
| Ross Elliott    | Sheriff Abbott      |
| Harper Flaherty | Harper              |
| John Bryant     | Dr. Spaulding       |
| L.Q. Jones      | Belden              |
| Lee J. Cobb     | Rechter Henry Garth |